# Land der Legenden
Das Land der Legenden (dänisch Sagnlandet Lejre) ist ein 43 Hektar großes „Freilandlabor“ für experimentelle Archäologie westlich von Gammel Lejre bei Roskilde auf der Insel Seeland westlich von Kopenhagen, das im Jahr 1964 als Lejre Forsøgscenter von Hans-Ole Hansen gegründet wurde.
Auf diesem Gelände, das einem Freilichtmuseum ähnlich ist, haben Wissenschaftler mehrere Dörfer oder Siedlungen aus verschiedenen Epochen der Geschichte rekonstruiert, um die damaligen Lebensumstände der Menschen erforschen zu können. Dazu gehören ein steinzeitlicher Lagerplatz, ein Dolmen, ein Dorf der Eisenzeit, eine Wikinger-Siedlung und ein Bauernhof des 19. Jahrhunderts. Die Rekonstruktionen beruhen auf wissenschaftlichen Erkenntnissen der Archäologie aus Grabungen, aber auch aus historisch überlieferten Quellen.
Ursprünglich lebten und arbeiteten nur Wissenschaftler und Studenten in ihren Projektsituationen in Lejre. Sie simulierten die jeweiligen Lebensbedingungen der Menschen in den rekonstruierten Lebensräumen. Seit einigen Jahren gewinnt der pädagogische Aspekt eines Freilichtmuseums immer mehr an Bedeutung. Auf der Homepage wirbt man für stimmungsvolle und spannende Ausflugsziele für die ganze Familie, für Schulen, Vereine und Firmenausflüge. Die Besucher können die Akteure beobachten und bei längeren Aufenthalten selbst aktiv werden. Für Kinder werden beispielsweise Aktivitäten wie Korn mahlen, Brot backen oder Einbaumfahren angeboten.

## Bilder

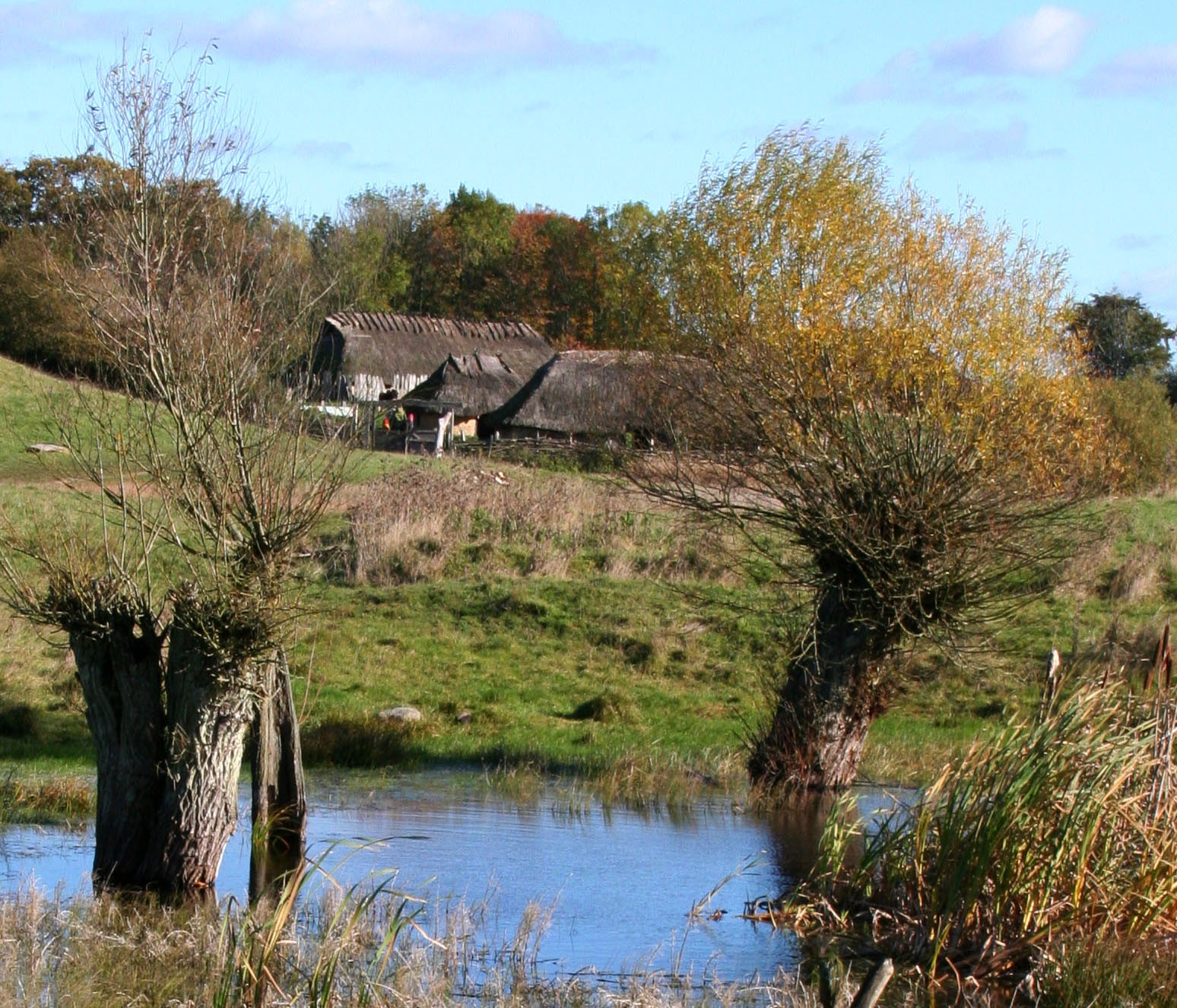
Lethra - Eisenzeitgehöft
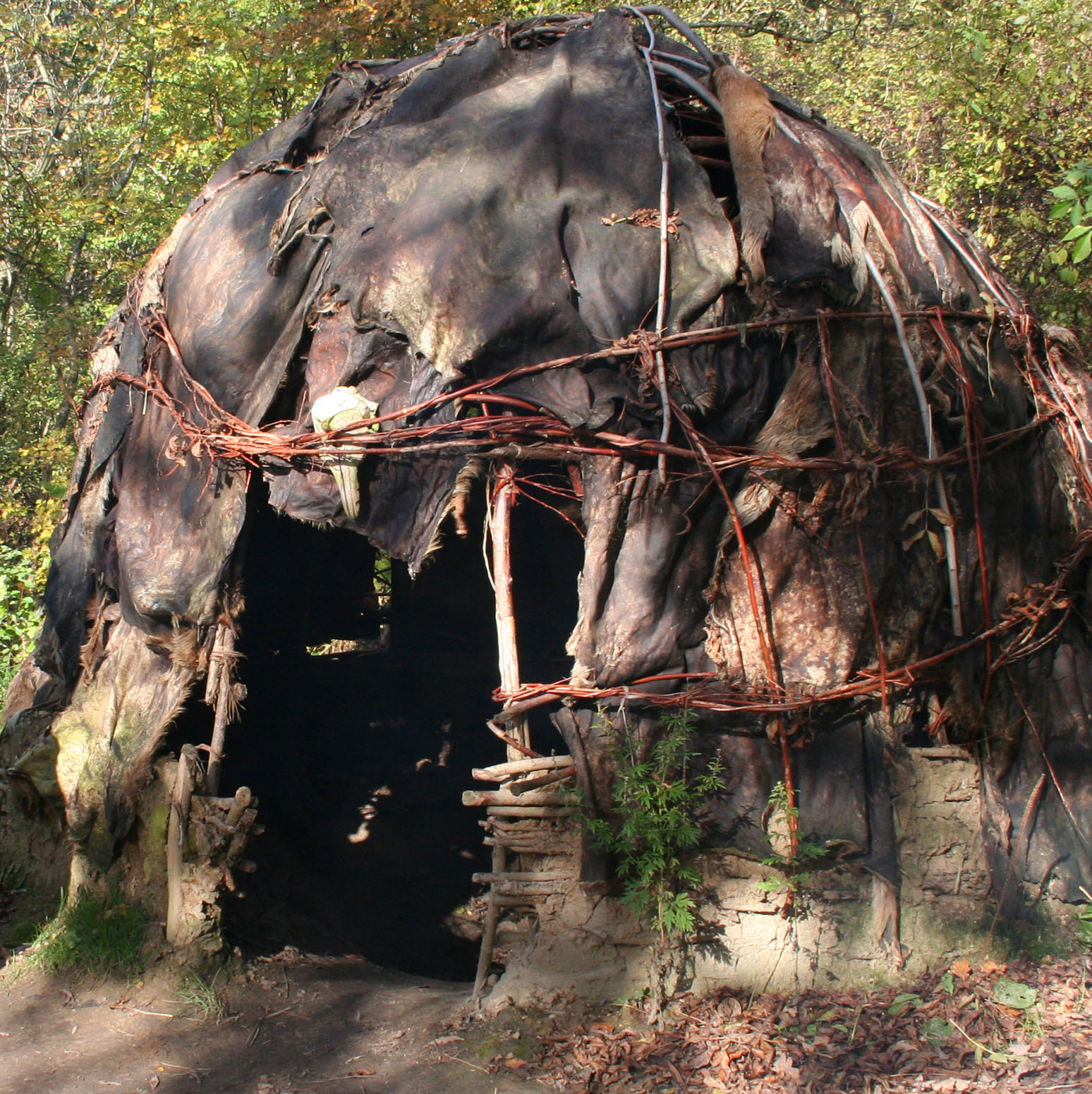
Athra - Steinzeit-Wohnplatz
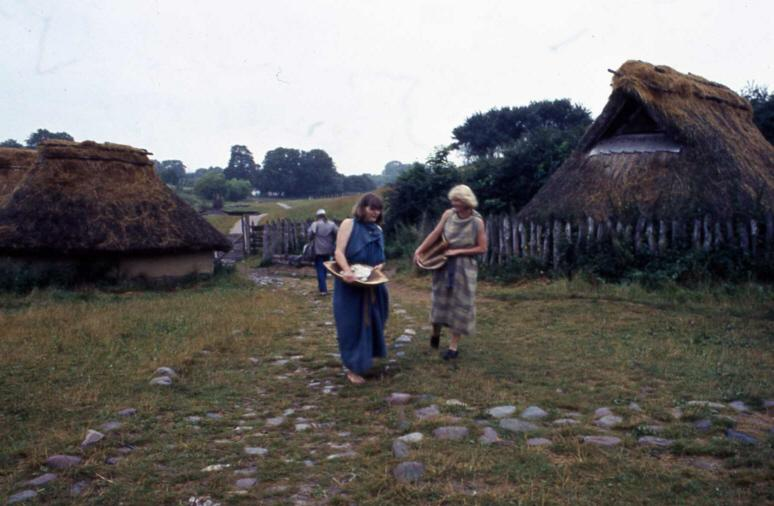
Lejre – das Dorf
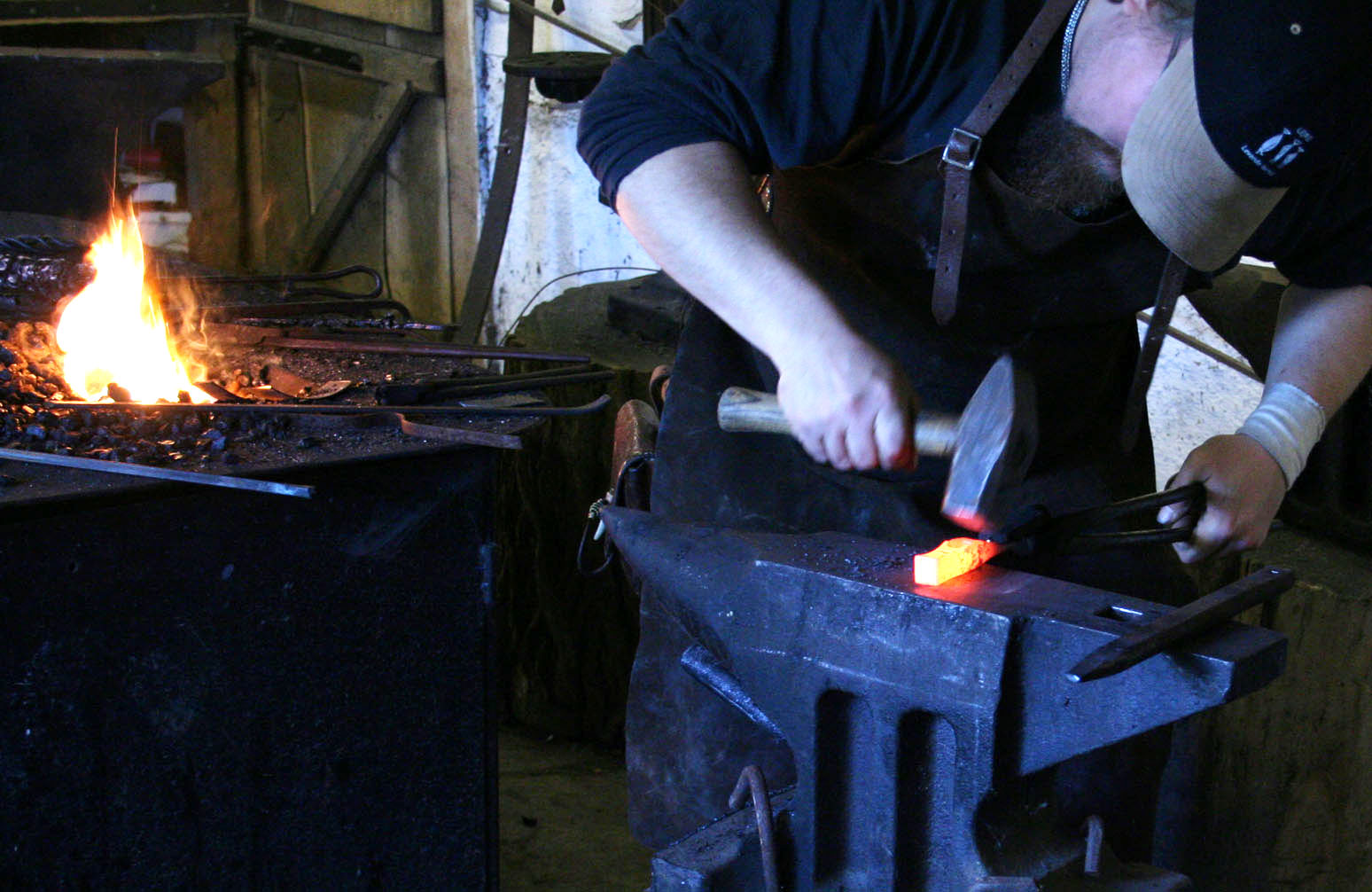
Der Schmied
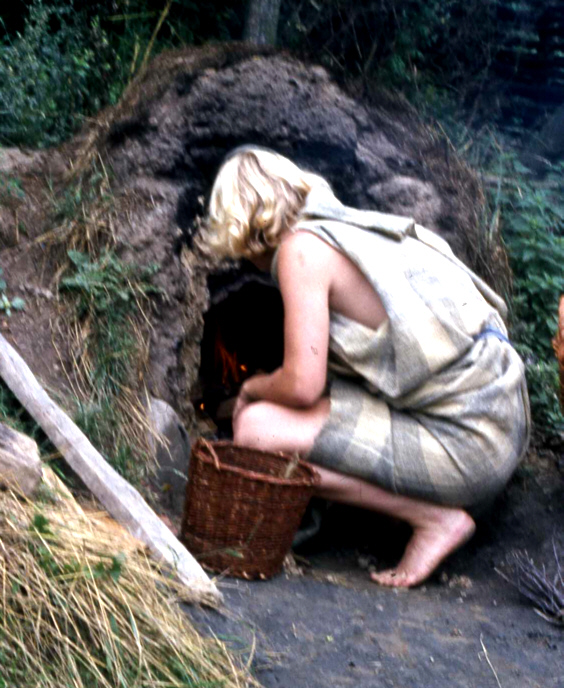
Brot backen